# Senegalijsvogel
De senegalijsvogel (Halcyon senegalensis) is een ijsvogel die voorkomt in grote delen van Sub-Saharisch Afrika.

## Beschrijving
De senegalijsvogel is een middelgrote ijsvogelsoort met een lengte van 20 tot 23 cm. De vogel weegt 41 tot 81 g. Het vrouwtje is gemiddeld 10 gram zwaarder dan het mannetje, de ondersoort H. s. cyanoleuca is weer 10 gram zwaarder. Het is een verkleinde uitvoering van de teugelijsvogel, met een lichtere snavel die van boven rood en van onder zwart is. Een volwassen exemplaar heeft lichtgrijze tot witte borst. De rug en is blauw met ook blauw op de staart en vleugel. De kop is lichtgrijs en er loopt een zwarte oogstreep tot aan de snavel (de "teugel"). Deze is minder breed en loopt niet zo ver naar achter door als bij de teugelijsvogel.

## Verspreiding en leefgebied
De sengalijsvogel komt voor in Afrika ten zuiden van de Sahara tot aan Pretoria. Vogels die in de droge noordelijke en zuidelijke gebieden randen van het verspreidingsgebied wonen, trekken in de droge tijd naar de nattere gebieden in de buurt van de evenaar.
De soort telt drie ondersoorten:
- H. s. fuscopileus: van Sierra Leone tot zuidelijk Nigeria en zuidelijk tot Congo-Kinshasa en noordelijk Angola.
- H. s. senegalensis: van Senegal en Gambia tot Ethiopië en noordelijk Tanzania.
- H. s. cyanoleuca: van zuidelijk Angola en westelijk Tanzania tot Zuid-Afrika.

Het leefgebied bestaat uit half open bosgebieden, bosjes en soms tuinen. De vogel die zich voedt met ongewervelde dieren zoals insecten.

## Status
De sengalijsvogel heeft een enorm groot verspreidingsgebied en daardoor alleen al is de kans op uitsterven uiterst gering. De grootte van de populatie is niet gekwantificeerd. Er is geen aanleiding te veronderstellen dat de soort in aantal achteruit gaat. Om die redenen staat deze ijsvogel als niet bedreigd op de Rode Lijst van de IUCN.

## Trivia
De vogel kwam voor op het logo van Julbrew, een soort bier dat in Banjul, de hoofdstad van Gambia werd geproduceerd.